# ¡No me toques las palmas que me conozco!
¡No me toques las palmas que me conozco! — дебютный альбом Марии Исабель. Вышел в конце 2004 года, вскоре после победы 9-летней певицы на Детском Евровидении.
Альбом имел большой коммерческий успех. Он провёл несколько недель на первом месте испанского чарта и стал несколько раз платиновым по продажам.
При этом статья в журнале Cambio 16 подвергла творчество Марии Исабель и конкретно заглавную песню «¡No me toques las palmas que me conozco!» с этого альбома критике за недетские коннотации. Автор статьи считал, что современное общество лишает детей детства. (В песне «¡No me toques las palmas que me conozco!» рассказывалось про дядю Родольфо, который очень любит «фиесты». Как только он слышит, что где-то хлопают в ладоши, он бежит туда и напивается до бессознательного состояния. На песню был снят видеоклип.)

## Музыкальный стиль
Стиль альбома можно описать как комбинацию фламенко и поп-музыки. Также присутствуют элементы рэпа.

## Список композиций
| №   | Название                                   | Длительность |
| --- | ------------------------------------------ | ------------ |
| 1.  | «Antes muerta que sencilla»                |              |
| 2.  | «La vida es bella»                         |              |
| 3.  | «Un muchacho»                              |              |
| 4.  | «¡No me toques las palmas que me conozco!» |              |
| 5.  | «Mi limusín»                               |              |
| 6.  | «La noche y tu voz»                        |              |
| 7.  | «Escalofrío»                               |              |
| 8.  | «La Pepa»                                  |              |
| 9.  | «¿Onde vas Marisabel?»                     |              |
| 10. | «Mira niño»                                |              |

## Чарты
| Чарты (2004—2005)    | Наив. поз. |
| -------------------- | ---------- |
| Дания (Hitlisten)    | 13         |
| Испания (PROMUSICAE) | 1          |
| Норвегия (VG-lista)  | 5          |
| Франция (SNEP)       | 73         |

## Внешние ссылки
- Альбом ¡No me toques las palmas que me conozco! на «Ютюбе» (плейлист)